# Pader
Die Pader ist ein linker Nebenfluss der Lippe in Nordrhein-Westfalen, Deutschland.
Mit einer Länge von etwa vier Kilometern gilt die Pader als kürzester Fluss dieser Größe in Deutschland. Die Pader hat eine mittlere Wasserführung von mehr als 4 m³/s und ist damit an der Mündung in die Lippe vielfach größer als diese, die nur wenige Kilometer entfernt in Bad Lippspringe entsteht. Die Pader fließt auf ihrer gesamten Länge im Stadtgebiet der ostwestfälischen Stadt Paderborn, für die sie mithin namensgebend ist: Der Name Paderborn setzt sich aus Pader und Born zusammen, einer früheren Bezeichnung für eine Quelle.

## Name
Die Bedeutung und Herkunft des Namens Pader, und damit des Namens der Stadt Paderborn selbst, ist nicht eindeutig geklärt. Bei der ersten Erwähnung zu karolingischer Zeit war er bereits in zu dieser Zeit gebräuchlichen Altformen etabliert, der Ursprung ist somit im Altsächsischen oder Altgermanischen zu suchen. Etymologisch gibt es verschiedene plausible Interpretationsansätze, beispielsweise in Richtung alter Bezeichnungen für Pfad oder Wasser.

## Geographie

### Paderquellen

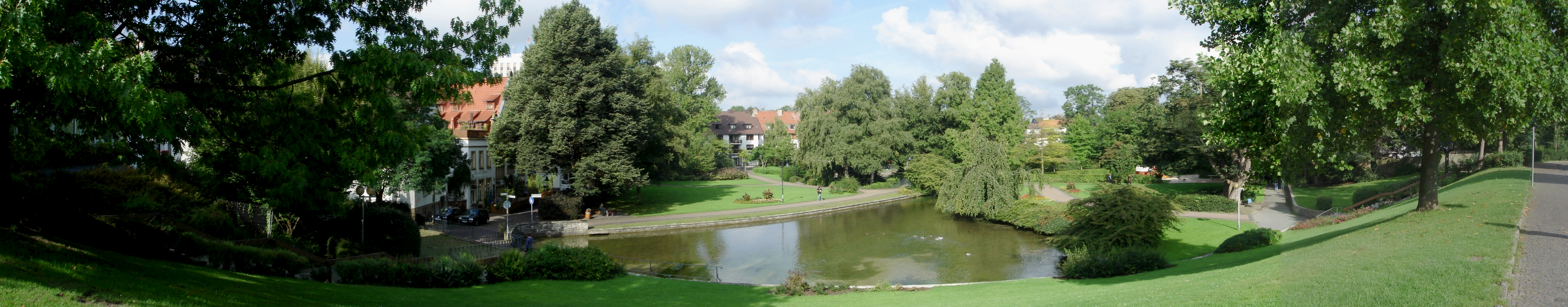
Paderquellgebiet an der Stadtverwaltung

Die Pader entspringt im Paderquellgebiet in der Innenstadt Paderborns. Dort sprudeln aus über 200 kleinen Quellen in mehreren ummauerten Becken 3000 bis 9000 Liter Wasser pro Sekunde an die Erdoberfläche, womit das Quellgebiet zu den stärksten Deutschlands gehört. Die Paderquelle ist – ebenso wie die nahe gelegenen Quellen von Lippe und Ems – eine Karstquelle: Von dem Zeitpunkt, zu dem das Oberflächenwasser auf der Paderborner Hochfläche in den Klüften versickert, braucht es zwei bis vier Tage, bis es die Quellen in Paderborn erreicht hat (200 bis 400 m/h).
Aus den westlichen Paderquellen unterhalb des Paderbergs entspringen in einem Stadtpark die Dammpader, die im Vergleich zu den anderen Quellarmen ca. 6 °C wärmere Warme Pader (keine Karstquelle) und die Börnepader. Aus den östlichen Quellen nahe dem Dom kommen Dielenpader und Rothobornpader, die im Jahr 1036 gesegnet wurde. Unter dem Gebäude der Stadtbibliothek quillt das Wasser der Augenquelle hervor, dies ist die kleinste Paderquelle. Weiter im Norden, unweit des historischen Stadtwalls, liegt das Quellbecken der Maspernpader.

### Verlauf
Nach dem Zusammenfluss der Quellarme fließt die Pader in nordwestlicher Richtung durch die Paderanlagen, einen Stadtpark, und das ökologische Biotop der Heinz-Nixdorf-Auen. Nach circa 2,5 km wurde die Pader durch ein kleines Wehr zum Padersee gestaut. Um einer drohenden Verlandung des Sees entgegenzuwirken und um die Durchgängigkeit des Fließgewässers wiederherzustellen, wurde nördlich des Sees ein neues Flussbett erstellt. Nach mehrjähriger Bautätigkeit erfolgte am 10. Oktober 2018 der Durchstich. 
Hinter dem See durchfließt die Pader einen Auenpark, ehe sie im Zentrum von Schloß Neuhaus, unweit des Schlosses, in die wasserärmere Lippe mündet.
Eine Besonderheit der Pader ist ein künstlich angelegter Abfluss kurz unterhalb des Padersees. Durch ein schließbares Wehr blockiert, kann die Pader über den zirka einen Kilometer langen Pader-Alme-Kanal in westliche Richtung in die nahe fließende Alme geleitet werden.

Die Pader von der Quelle über den See bis zur Mündung
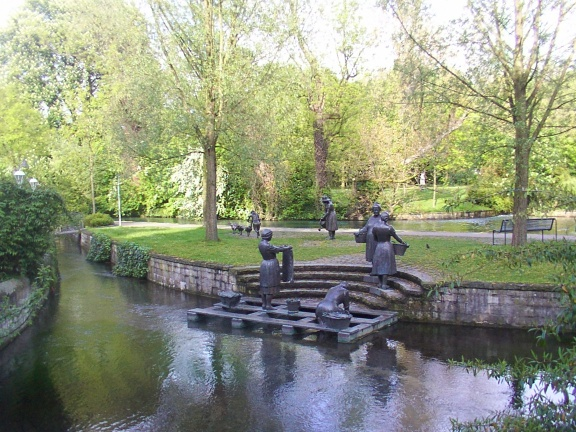
Paderquellgebiet
Padersee
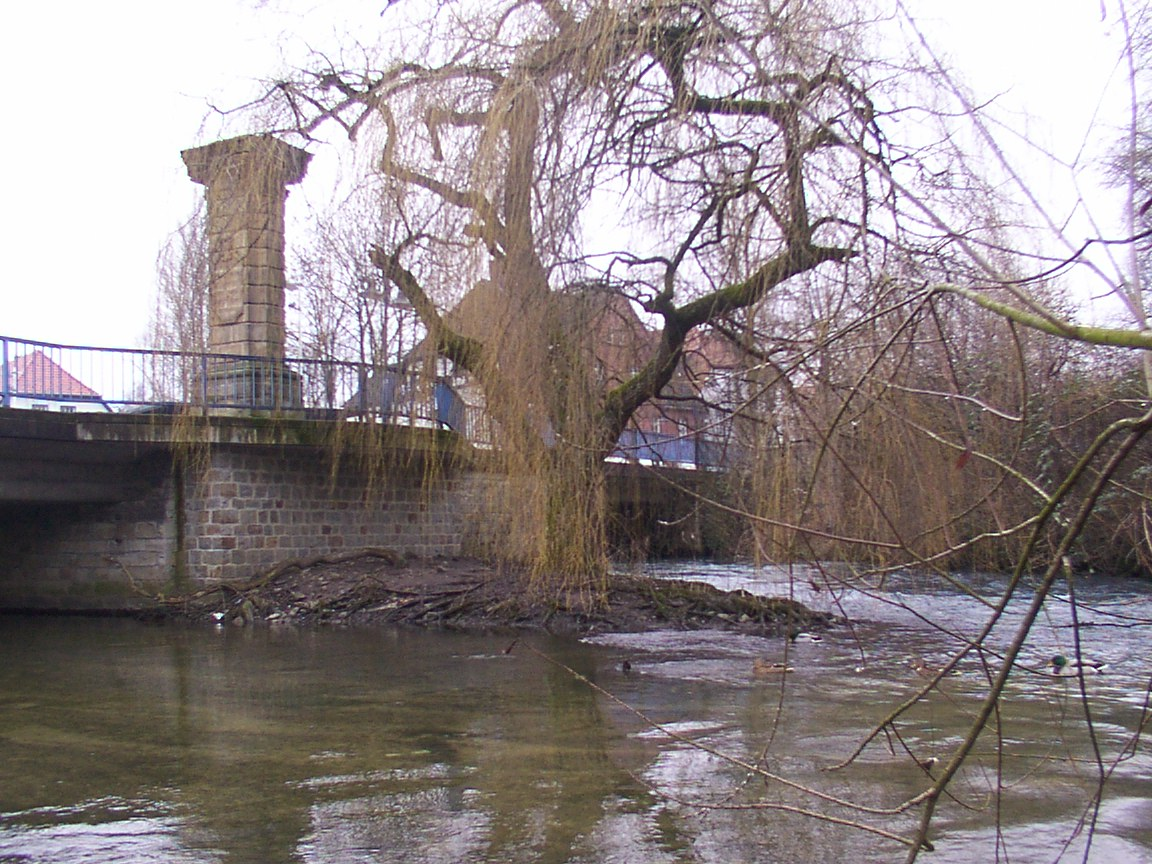
Paderzufluss in die Lippe

## Geschichte

### Besiedlung und Bau Paderborns
Oberhalb des Paderquellgebiets entstand die Stadt Paderborn, die im Jahre 777 als Ort eines Reichstages unter Karl dem Großen erstmals erwähnt wird.
Die Besiedlung des sumpfigen Quellgebietes erfolgte erst ab dem späten Mittelalter. Mit der bis ins 20. Jahrhundert reichenden Überbauung des Gebietes wuchsen jedoch auch die hygienischen Missstände der dortigen beengten Wohnverhältnisse. Nachdem im Frühjahr 1945 die Siedlungen durch alliierte Luftangriffe weitestgehend zerstört wurden, erfolgte eine Umgestaltung des Quellgebietes zu einer innerstädtischen Parkanlage ohne Bebauung. Die Parklandschaft und die randliche Bebauung, insbesondere an der westlichen Warmen Pader, sind durch den Stil der 1950er Jahre gekennzeichnet.
Am Zusammenfluss von Pader und Lippe entstand die Ortschaft Neuhaus, die im Jahr 1093 erstmals urkundlich erwähnt wurde.
Im 16. Jahrhundert wurde in Neuhaus in unmittelbarer Nähe der Padermündung das fürstbischöfliche Residenzschloss erbaut.

### Wirtschaftliche Bedeutung

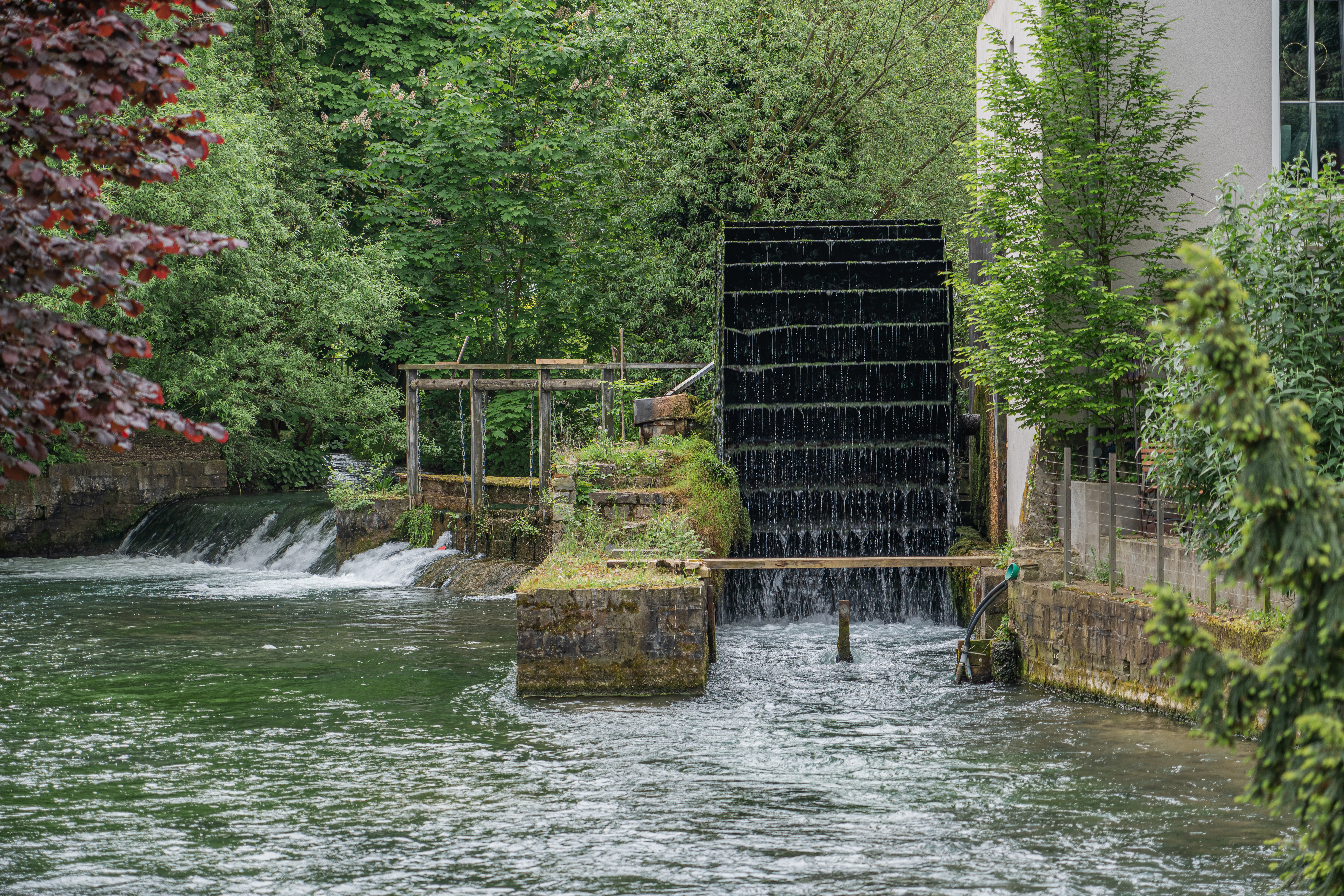
Stümpelsche Mühle

Am oberen Flusslauf im Paderborner Stadtgebiet trieb die Pader einst fünf Mühlen an, von denen heute lediglich die Stümpelsche Mühle noch betrieben wird. Mittels der Mühlen wurde Energie erzeugt, geschmiedet und Getreide gemahlen; außerdem gab es Öl- und Walkmühlen. Das Paderwasser wurde über Jahrhunderte als Bade-, Industrie-, Lösch-, Trink- und Waschwasser genutzt. Die Stümpelsche Mühle wird als einzige Paderborner Mühle mit einem unterschlächtigen Wasserrad betrieben, das zudem das größte in Ostwestfalen-Lippe ist. Es gibt zwei weitere aktive Mühlen; die Pollmannsche und die Beckersche Mühle mahlen noch Getreide für die Brotfabrik Reineke.
Im Jahr 1523 entstand an der Börnepader das erste städtische mühlengetriebene Pumpwerk, eine sogenannte Wasserkunst, um die Stadt Paderborn mit Wasser zu versorgen. 1604 bauten die Jesuiten zur Wasserversorgung ihres Kollegs eine weitere Wasserkunst an der Börnepader, 1626 folgte an der Dielenpader der Bau einer weiteren für das Kapuzinerkloster. Bis zum Bau eines Wasserwerks in der Senne im Jahr 1929, wo Wasser aus Tiefbrunnen gefördert wird, blieb die Stadt vom Paderwasser abhängig.